# فرودگاه آتاترک (متروی استانبول)
فرودگاه آتاترک (انگلیسی: Atatürk Havalimanı) غربی‌ترین ایستگاه شاخه ای خط ام۱ متروی استانبول است.
این ایستگاه که در فرودگاه بین‌المللی آتاترک قرار دارد در سال ۲۰۰۲ تأسیس شده‌است.